# جورج گولاک
جورج گولاک (انگلیسی: George Gulack) (زاده ۱۲ مه ۱۹۰۵ - درگذشته ۲۷ ژوئیه ۱۹۸۷) ژیمناست اهل کشور آمریکا بوده است.
از افتخارات وی می‌توان به کسب مدال طلا دارحلقه ژیمناستیک در بازی‌های المپیک تابستانی ۱۹۳۲ اشاره کرد.